# Tainara Silva
Tainara de Souza da Silva (Brasília, 21 de abril de 1999) é uma futebolista brasileira, que atua como zagueira. Atualmente joga pelo Bayern de Munique.

## Biografia
Tainara nasceu na cidade de Brasília, no dia 21 de abril de 1999. No início de sua carreira, defendeu o São Francisco e Vitória, e foi convocada para as seleções de base.

### Santos
Em 27 de janeiro de 2020, Tainara foi apresentada junto com todo elenco do Santos para temporada.

### Palmeiras
O Palmeiras anunciou a contratação de Tainara em 15 de janeiro de 2021.

### Bordeaux
Em 13 de janeiro de 2022, Tainara foi contratada pelo Bordeaux, da França,  contrato de 2 anos e meio até junho de 2024.Ela fez sua estreia no início da 13ª rodada em 22 de janeiro de 2022 na vitória por 3 a 1 em casa contra o Stade Reims.

### Bayern de Munique
Em maio de 2022, foi contratada pelo Bayern de Munique, se tornando a primeira brasileira a jogar pelo clube.Ela fez sua estreia na Bundesliga em 16 de setembro de 2022 (1ª rodada) em um empate sem gols fora de casa contra o Eintracht Frankfurt ; ela marcou seu primeiro gol na Bundesliga em 16 de outubro de 2022 (4ª rodada) na vitória por 4 a 0 em casa contra o 1. FC Köln com o objetivo de fazer o 3 a 0 aos 68 minutos.

## Seleção Brasileira

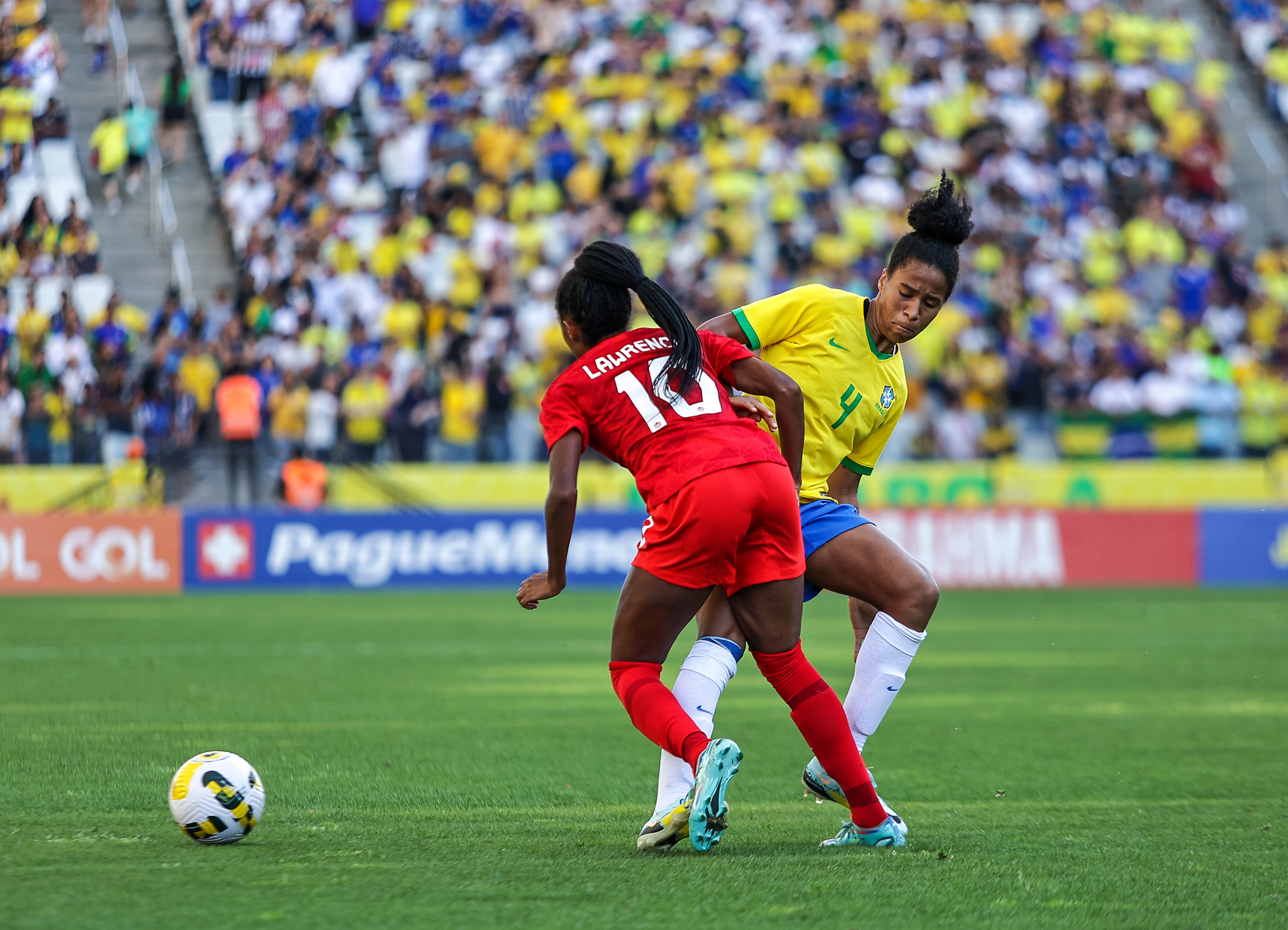
Tainara jogando pelo do Brasil, 15 de novembro de 2022

Depois de representar o Brasil nas seleções sub-17 e sub-20, Tainara foi convocada pela primeira vez para a seleção principal em setembro de 2020. Ela fez sua estreia internacional em 18 de fevereiro de 2021, começando na SheBelieves Cup por 4–1 vencer a Argentina.

## Títulos
Palmeiras
- Copa Paulista: 2021.[10]

Santos
- Copa Paulista: 2020.[2]

Seleção Brasileira
- Torneio Internacional: 2021.[11]
- Copa América: 2022.[12]

Vitória
- Campeonato Baiano: 2018.[2]

Bayern de Munique
- Frauen-Bundesliga 2022/23[13]